# Саймон Колосімо
Саймон Колосімо (англ. Simon Colosimo; нар. 8 січня 1979, Мельбурн, Австралія) — австралійський футболіст італійського походження, що грав на позиції півзахисника.
У складі національної збірної Австралії є дворазовим володарем Кубка націй ОФК (2000, 2004), а також учасником домашніх Олімпійських ігор 2000 року та Кубка конфедерацій 2005 року.

## Клубна кар'єра
Колосімо завершив програму Австралійського інституту спорту у 1997 році та підписав угоду з клубом Національної футбольної ліги «Карлтоном». Після вдалого сезону інтерес до нього виявляли німецька «Баварія» та грецький «Панатінаїкос», але під час товариського матчу збірної Австралії проти англійського «Манчестер Юнайтед» в зіткненні з Енді Коулом, останній завдав Саймону серйозну травму коліна. В результаті після кількох складних операцій і тривалої реабілітації Колосімо зміг повернутися на поле тільки в через півроку.
У 2000 році він сезон відіграв за «Саут Мельбурн», після чого вирішив покинути Австралію і прийняв запрошення англійського «Манчестер Сіті». Саймон не зміг виграти адаптуватися в Європі і двох невдалих сезонів проведених в Англії і бельгійському «Антверпені» він повернувся на батьківщину. Його новою командою став «Перт Глорі», якому Колосімо допоміг виграти Національну лігу. Наступний сезон він провів у «Парраматта Пауер», а після розпуску Національної ліги поїхав в малайзійський «Паханг», з яким виграв місцеву Суперлігу у тому ж 2004 році.
Після створення А-Ліги, Саймон повернувся на батьківщину, ставши гравцем «Перт Глорі» у 2005 році і уклавши угоду на три роки. У 2007 році він з'їздив з короткострокову оренду в Туреччину, на правах оренди виступаючи за «Сівасспор». Після повернення Колосімо був обраний капітаном команди.
У 2008 році його контракт з «Глорі» закінчився і Саймон на правах вільного агента перейшов в «Сідней». Він підписав контракт терміном на два роки і допоміг команді в 2010 році виграти А-Лігу.
Після закінчення угоди Колосімо перейшов до «Мельбурн Сіті» 5 серпня в матчі проти «Сентрал Кост Марінерс» він дебютував за новий клуб. 17 грудня у поєдинку проти «Аделаїда Юнайтед» Саймон забив свій перший гол за «Сіті».
У 2013 році Колозімо поїхав в індійський «Демпо». 22 вересня в матчі проти «Шиллонг Лайонг» він дебютував в I-Лізі.
У 2014 році Самйон повернувся на батьківщину, ставши гравцем напіваматорського «Гоулберн Воллей Санс», після чого пограв ще за кілька непрофесіональних клубів Австралії.

## Виступи за збірні
Протягом 1997—2000 років залучався до складу молодіжної збірної Австралії, з якою вигравав Молодіжний чемпіонат ОФК у 1997 та 1998 роках, а також брав участь у молодіжному чемпіонаті світу 1999 року в Нігерії. Загалом на молодіжному рівні зіграв у 29 офіційних матчах, забив 3 голи.
1998 року дебютував в офіційних матчах у складі національної збірної Австралії в матчі домашнього Кубка націй ОФК 1998 року проти Фіджі. Зігравши на тому турнірі три матчі, Саймон разом з командою здобув «срібло». А за два роки на Кубку націй ОФК 2000 року у Французькій Полінезії, Колосімо здобув з командою титул переможця турніру.
У вересні того ж 2000 року Колосімо взяв участь у домашніх Олімпійських іграх. На турнірі він зіграв у всіх трьох матчах, але команда їх усі програла і посіла останнє місце у групі.
11 квітня 2001 році в матчі відбіркового турніру чемпіонату світу 2002 року проти збірної Американського Самоа Саймон зробив дубль, забивши свої перші голи за національну команду.
Згодом у складі збірної Колосімо взяв участь у домашньому Кубку націй ОФК 2004 року і вдруге став континентальним чемпіоном, та отримав право з командою поїхати на Кубок конфедерацій 2005 року у Німеччині. На турнірі він зіграв лише у одному матчі проти команди Тунісу (0:2), а команда не вийшла з групи.
Всього протягом кар'єри у національній команді, яка тривала 13 років, провів у її формі 26 матчів, забивши 3 голи.

## Досягнення
Перт Глорі
- Переможець Національної футбольної ліги: 2002–03[en]

«Паханг»
- Чемпіон Малайзії: 2004[en]

Сідней
- Переможець A-Ліги: 2009–10[en]

Австралія
- Володар Кубка націй ОФК: 2000, 2004
- Срібний призер Кубка націй ОФК: 1998
- Переможець Молодіжного чемпіонату ОФК: 1997, 1998

### Індивідуальні
- Медаль Джо Марстона[en]: 2003, 2010[en]
- Гравець року у «Перт Глорі»: 2006–07[en]
- У символічній збірній A-Ліги[en]: 2009–10[en]